# Дон (автодорога)
Федеральная автомобильная дорога М-4 «Дон» — автомобильная дорога федерального значения Москва — Воронеж — Ростов-на-Дону — Краснодар — Новороссийск. Протяжённость автодороги составляет 1542 км. Интенсивность движения в 2016 году составила 68,7 млн транспортных средств, что на 30% больше 2015 года.
Основная часть трассы от Москвы до Краснодара является составной частью  маршрута E 115. Участок от Краснодара до Джубги образует маршрут E 592, от Джубги до Новороссийска входит в состав E 97. Кроме этого, по дороге М4 проходит участок европейского маршрута E 50 от пересечения с М19 у Новошахтинска до развязки с Р217 у станицы Павловской, а также участок дороги Р298 (часть европейского маршрута E 38) от восточной окраины Воронежа до развязки в селе Рогачёвка. В Московской области, на участке обхода Новой Усмани и Рогачёвки, участок обхода Аксая в Ростовской области, а также от границы с Республикой Адыгея до съезда к станице Саратовской дорога имеет режим автомагистрали, на других участках — режим обычной дороги (от 1Б до 2-й категорий). Количество полос движения: от 4 до 6 (21—1387 км); от 2 до 4 (1387—1543 км).
16 октября 2013 года на трёх участках трассы М4 «Дон» (51—71-й км, 76—103-й км и 113—120-й км) в Московской области, а также 6 сентября 2018 года на участке 517—544-й км в Воронежской области разрешённая скорость для легковых и грузовых автомобилей с максимальной массой не более 3,5 тонн повышена до 130 км/ч, однако вскоре максимальная разрешённая скорость на участках трассы в Московской области была понижена до 110 км/ч[значимость факта?].
Трасса проходит в 20 км от истока Дона в Новомосковске и трижды пересекает реку: в Задонске (425 км), в Верхнем Мамоне (712 км) и в Ростове-на-Дону (1075 км).

## История дороги

### Строительство
Автомобильная дорога по маршруту Москва — Тула — Воронеж — Ростов-на-Дону (маршрут № 5) с твёрдым покрытием была спроектирована ГИПРОДОРНИИ и построена в 1959—1967 годы по требованиям дороги третьей технической категории: с шириной дорожного полотна 7 м и двумя полосами движения.
Дорога строилась не с чистого листа: на том момент уже существовали участки Москва — Кашира (как часть трассы в Волгоград); участок Ефремов — Богучар (как часть трассы Москва—Тула—Воронеж + дорога областного значения) и Красный Колос—Ростов. Трасса Москва—Тула—Воронеж реконструирована в период 1958—1960 годов и сдана в строй весной 1960 года. Остальные участки (Кашира—Ефремов и Богучар—Красный Колос) строились в обход населённых пунктов Тульской и Ростовской областей — либо с нуля, либо путём коренной реконструкции существующих дорог районного значения.

### 1980—1990-е годы
К началу 1980-х годов только четыре небольших участка автодороги «Дон» имели ширину в 4 полосы: в Ельце — от Московского шоссе до ул. Ломоносова (8 км), Воронеж — граница с Липецкой обл (40 км), Воронеж — Рогачёвка (27 км) и Ростов-на-Дону — Красный Колос (20 км).
В 1984 году было начато строительство бессветофорного дублёра дороги в Московской области. К 1990 году были построены и сданы в эксплуатацию два пусковых комплекса в Домодедовском районе Московской области протяжённостью 18,4 км.
После окончательного распада СССР в декабре 1991 года автодорога была включена правительством России в список дорог федерального значения, получив современное наименование. Одновременно она была удлинена почти на 500 км за счёт присоединения к ней участка бывшего маршрута М29 (Ростов-на-Дону — Беслан — Баку) от Ростова-на-Дону до Павловской, дорог Павловская — Краснодар, Краснодар — Джубга, а также участка бывшего Сухумского шоссе от Новороссийска до Джубги.
В ноябре 1998 года в Липецкой области был торжественно введён в эксплуатацию платный участок дороги в объезд села Хлевное длиной около 20 км, первый платный участок на этой трассе.
В 1997 году возобновилось активное строительства дублёра дороги в Московской области, что позволило в 1999 году сдать в эксплуатацию 72 км дороги с 4 — 8 полосами движения, в 2000 году — ещё 63 км в Московской и Тульской областях. В результате сегодняшняя трасса автодороги «Дон» является продолжением Липецкой улицы в Москве. Прежняя трасса — старое Каширское шоссе — утратила прежнее значение и служит в основном для региональных перевозок, а также для объезда пробок, которые появляются на трассе «Дон» из-за ремонтов или аварий.

### 2000-е годы — наст. время
В 2000-х годах продолжилась реконструкция автодороги на всём протяжении, в результате которой большая часть дороги получила раздельные проезжие части и многоуровневые пересечения с другими дорогами, увеличилась длина участков с искусственным освещением.
В 2000—2008 гг. до 4 полос были расширены участки: Кашира — Богородицк (100 км), Богородицк — Ефремов (35 км), Рогачёвка — Ср. Икорец (90 км), Нагибин — Миллерово (80 км), Каменск-Шахтинский — Кр. Колос (110 км), объездная Ростова-на-Дону (33 км), Ростов-на-Дону — Октябрьская (85 км), Краснодар — Горячий Ключ (50 км).
В 2009—2020 гг. были построены: участок 700—780 км включая объездные Богучара и Верхнего Мамона (с новым мостом через Дон, 2009); обходы Богородицка (2009), Задонска (2009), Ефремова (2010), Яркина (2011), Ельца (2011), Тарасовского (включая новый мост через реку Россошь, 2013), реконструирован обход Воронежа (2013), с 3 до 4 полос расширен участок Павловская — Краснодар (140 км, 2013); с 2 до 4 полос расширены участки: Октябрьская — Павловская (20 км, 2013), обход Геленджика (2013) и обход Кабардинки (2016); построен обход Новой Усмани и Рогачёвки (2016), обход Лосево и Павловска (2020).
В 2020—2022 гг проведен капитальный ремонт существующих 4-полосных участков: км 930—1038 в Ростовской области (из-за усиленной эксплуатации основание дороги пришло в негодность; также проведен капремонт мостов и эстакад) и км 120—220 в Тульской области (в 2000-х годах две новые полосы пристраивались к двум существующим, и «старая» половина изобиловала перепадами высот, опасными на большой скорости).
В 2023 году было завершено строительство обхода Аксая в Ростовской области и Дальнего западного обхода Краснодара в Краснодарском крае. Обход Аксая изначально планировалось открыть 10 июня, но позже дата была перенесена, так как в церемонии должен был принять участие президент России Владимир Путин. В конечном итоге, движение по обходу Аксая было открыто 15 июня 2023 года. В этот же день состоялось открытие Дальнего западного обхода Краснодара, соединяющего трассу «Дон» с трассой А289 (от Краснодара до трассы А290 через Славянск-на-Кубани и Темрюк).Позже открыли мост через Северский Донец в Каменске-Шахтинском и реконструировали трассу в районе Геленджика.

## Оператор
В 2010 году дорога передана в доверительное управление государственной компании «Автодор». В том же году госкомпания совместно с ассоциацией международных автомобильных перевозчиков, «Опорой России», СМИ произвела мониторинг состояния объектов придорожного сервиса, признав более 50 % существующих объектов некомфортными для использования, ещё 30 % — не соответствующим требованиям законодательства.
Отдельные участки автодороги (в частности, платные участки в Тульской и Липецкой областях, обход Воронежа) переданы ГК «Автодор» в концессию (концессионные соглашения заключены в 2011—2013 гг. с ООО «Объединенные системы сбора платы», в настоящее время входит в группу «Мостотрест»). По условиям соглашений текущее содержание и ремонт (а также взимание платы — для платных участков) на таких участках осуществляет концессионер.

## Состояние покрытия

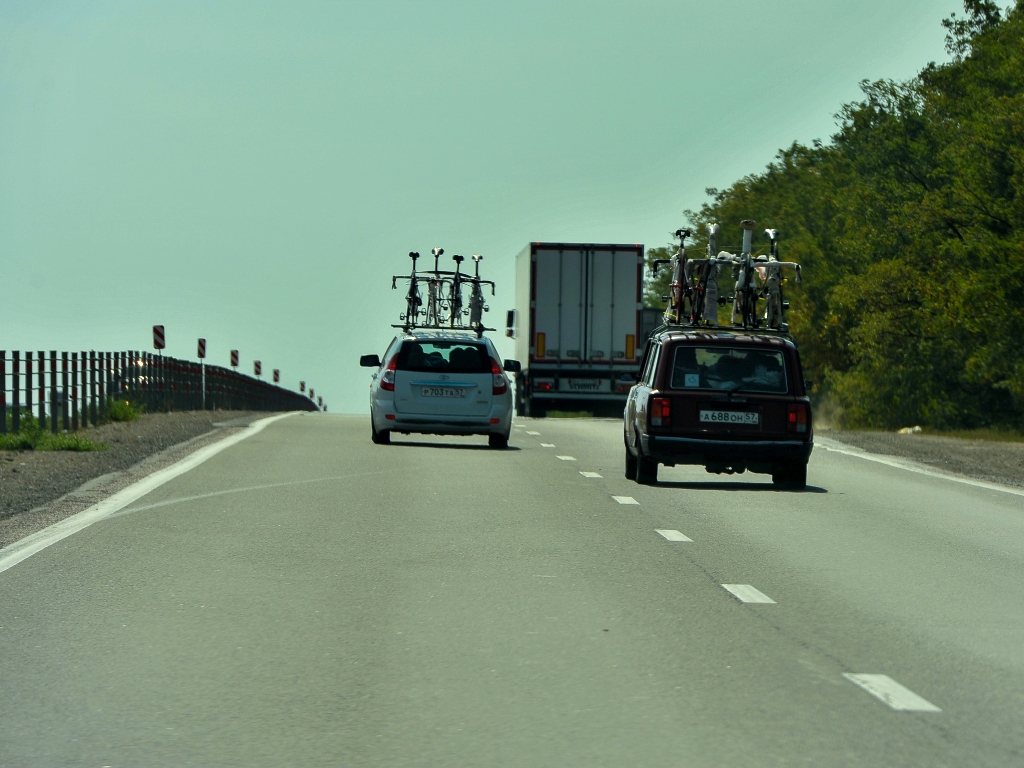
Трасса в Ростовской области

Крупный населённый пункт непосредственно на дороге без обхода: Каменск-Шахтинский.
Основными пробкообразующими местами являются сужения с 2+2 до 1+1, например, Горячий Ключ-Джубга. Похожие места есть и в районе Краснодара (узкая развязка на Кропоткин).

## Маршрут
Дорога М4 начинается на пересечении МКАД и Липецкой улицы на юге Москвы, далее проходит по территории Московской области в южном направлении в виде современной автомагистрали с развязками и разделительными полосами, идёт западнее Видного, восточнее города Домодедово (между городом и аэропортом), проходит западнее Каширы и Ступина, примерно там же от неё ответвляется трасса Р22.
Далее автодорога идёт по территории Тульской области, проходит западнее Новомосковска, далее — между городами Киреевском и Узловой, обходит с запада Богородицк и с востока Ефремов (старый или альтернативный участок проходит по западной окраине Богородицка и по восточной окраине Ефремова).
Далее автомагистраль идёт по территории Липецкой области, обходит с востока село Становое и город Елец, с запада — Задонск и с востока село Хлевное (старый или альтернативный участок проходит через Становое, Елец, Задонск и Хлевное).
Затем дорога следует по территории Воронежской области, до Воронежа, частично обходит по платной объездной дороге в городской черте (бесплатно через город), проходящей по северо-восточной окраине, пересекая трассу E 38 (на Курск), и Р193, далее по платному объезду сёл Новая Усмань и Рогачёвка (бесплатно через сёла). К югу от Воронежа проходит мимо сёл Каширское, Средний Икорец, Лосево, города Павловска, села Верхний Мамон и города Богучара.
Далее трасса заходит на территорию Ростовской области обходя Миллерово и Тарасовский. Проходит напрямую через Каменск-Шахтинский, где пересекает трассу E 40 (на Луганск). После Каменска-Шахтинска обходит Красный Сулин (с востока), Шахты (с запада), Новошахтинск (с востока), аэропорт Платов (с востока) и Новочеркасск (с запада), подходя к Ростову-на-Дону. Далее, обойдя Ростов-на-Дону по восточной объездной дороге, миновав мост через реку Дон, следует на юг мимо Батайска и Самарское.
По территории Краснодарского края дорога проходит сквозь станицы Кущёвскую, Октябрьскую и Павловскую (начало автодороги Р217 «Кавказ»). После Павловской уходит на юго-запад, проходя через станицу Березанскую, город Кореновск и станицу Пластуновскую, доходя до Краснодара. Здесь начинается прямая дорога на Новороссийск А146 E 115, также ответвляется трасса А289 в направлении Крымского моста и Керчи, а М4 продолжается на юг через Адыгейск до куроротного посёлка Джубга. Отсюда на восток идёт дорога А147. За Джубгой магистраль «Дон» следует вдоль берега Чёрного моря на запад, проходит Геленджик и заканчивается в Новороссийске. При этом для движения в его сторону, а также Анапы и Геленджика имеется более короткая и удобная дорога через Тимашёвск и Славянск-на-Кубани. Дополнительно существует хорошая дорога через Крымск и Верхнебаканский.

### Легенда маршрута

#### Москва
- Московская кольцевая автомобильная дорога

#### Московская область
- Старонагорная ул. (Видное)
- просп. Ленинского Комсомола (Видное)
- река Пахра
- Каширское шоссе
- Промышленная ул. (Домодедово)
- Каширское шоссе
- автодорога до М2 «Крым»
- А107 Московское малое кольцо
- ул. Чкалова (Барыбино)
- Каширское шоссе и Старомихневская ул. (Михнево)
- Каширское шоссе
- А108 Московское большое кольцо
- Каширское шоссе
- Пристанционная ул. (Ступино)
- автодорога на Каширу
- река Ока
- Р115 (Кашира — М2)
- Р22 «Каспий»
- автодорога на Каширу
- Барабаново

#### Тульская область
- Кончинка
- автодорога Ясногорск — Мордвес
- река Осётр
- Р132 (Тула — Венёв)
- река Шат
- автодорога 70К-424 на Новомосковск
- 70К-229 (Тула — Новомосковск)
- старый обход Богородицка
- автодорога на Богородицк
- старый обход Богородицка
- старый обход Ефремова
- Р126 (Ефремов — Данков)
- старый обход Ефремова

#### Липецкая область
- автодорога Бабарыкино — Ламское
- старая М4 на Елец
- река Быстрая Сосна
- Елецкий мемориальный парк «Знамя Победы»
- старая М4 на Задонск
- река Дон
- старая М4 на Задонск
- старая М4 на Хлевное
- А133 (Хлевное — Липецк)
- старая М4 на Хлевное

#### Воронежская область

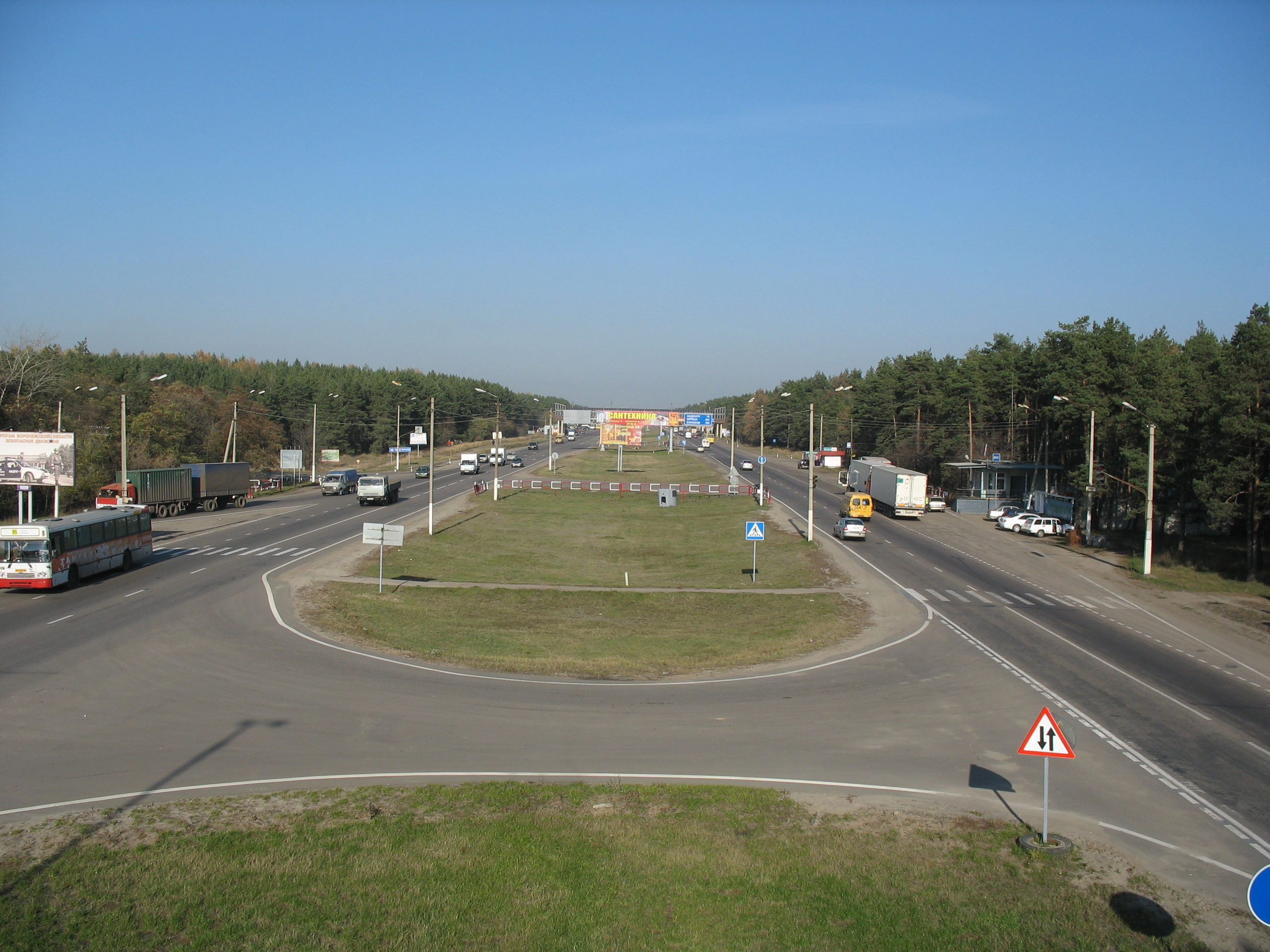
Выезд из Воронежа по трассе «Дон»

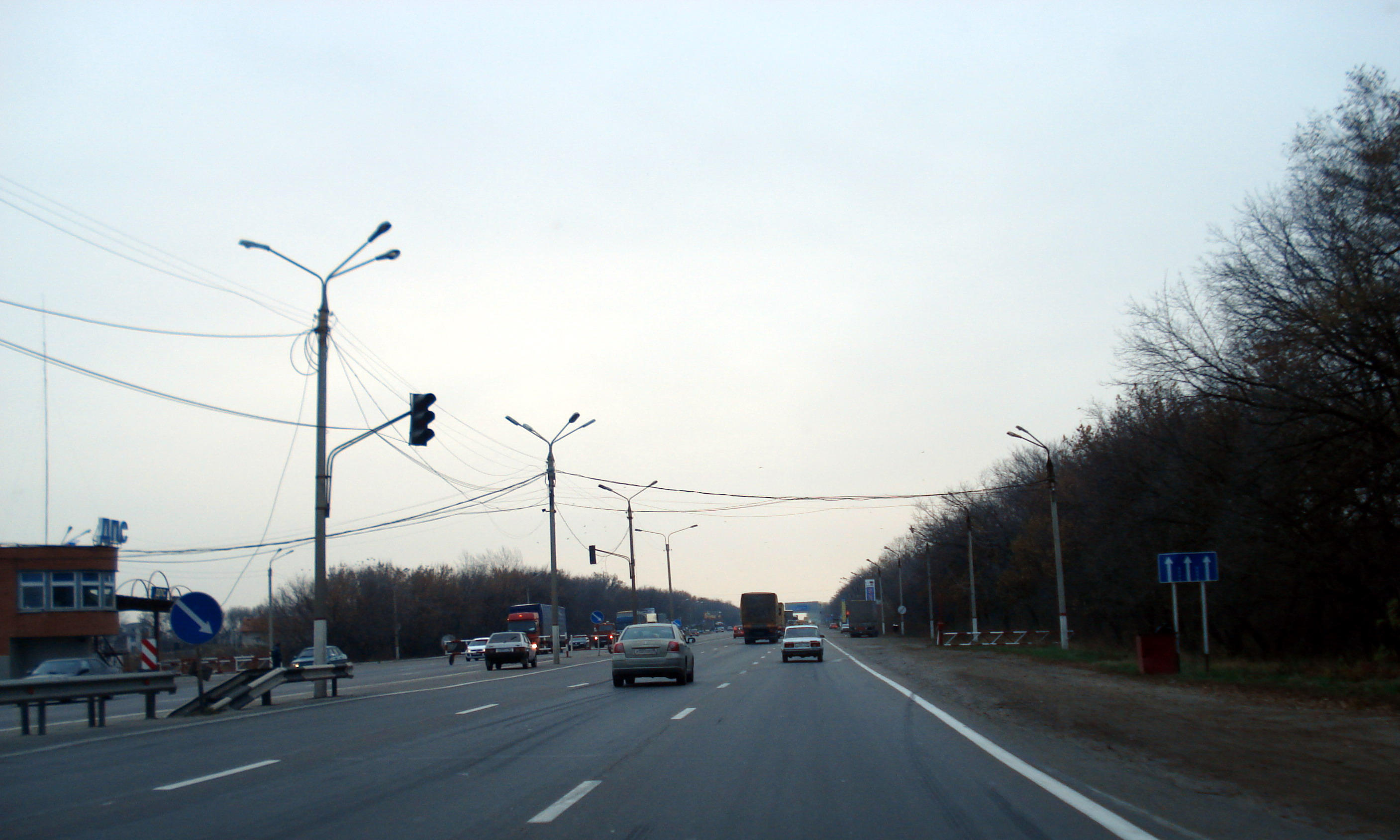
Выезд из Воронежа с юго-востока

- Князево
- Комсомольский
- платный обход Воронежа; или бесплатно через Воронежское водохранилище
- река Воронеж
- Р193 (Воронеж — Тамбов)
- Р298 (Курск — Воронеж — Р22; на Саратов)
- платный обход Новой Усмани и Рогачёвки
- автодорога на Можайское
- автодорога на Данково
- автодорога на Давыдовку
- автодорога на Лиски
- река Икорец
- автодорога на Бобров
- автодорога на Пчелиновку
- автодорога Липовка — Владимировка
- река Битюг
- на Лосево и на Бутурлиновку
- Р196 на Россошь и Белгородскую область
- река Осередь
- на (Павловск) и на Калач
- обход Верхнего Мамона
- автодорога Верхний Мамон — Калач
- река Дон
- обход Верхнего Мамона
- автодорога Богучар — Кантемировка
- река Богучарка
- Дядин

#### Ростовская область

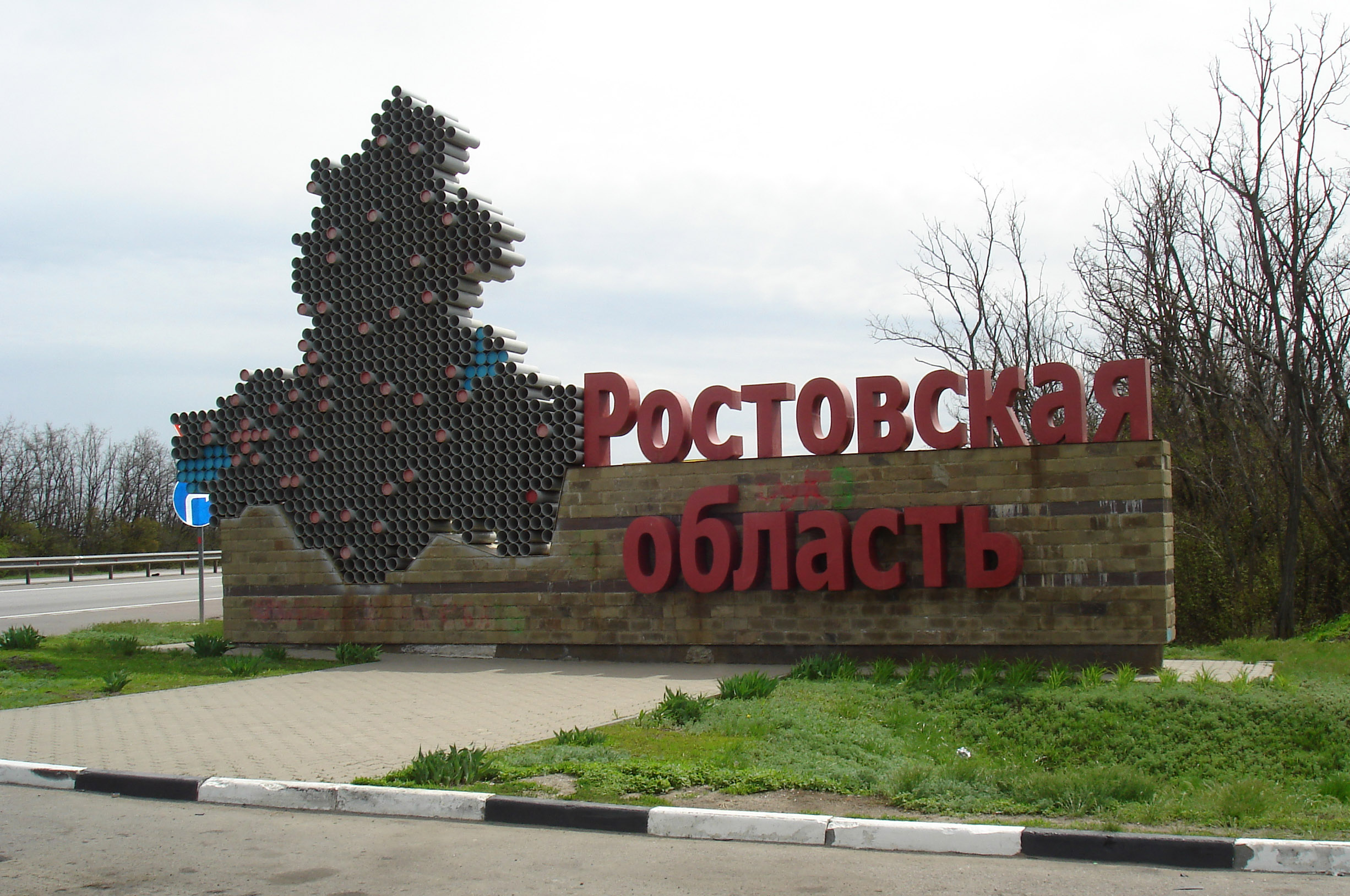
Стела на трассе М4 на въезде в Ростовскую область со стороны Воронежской области

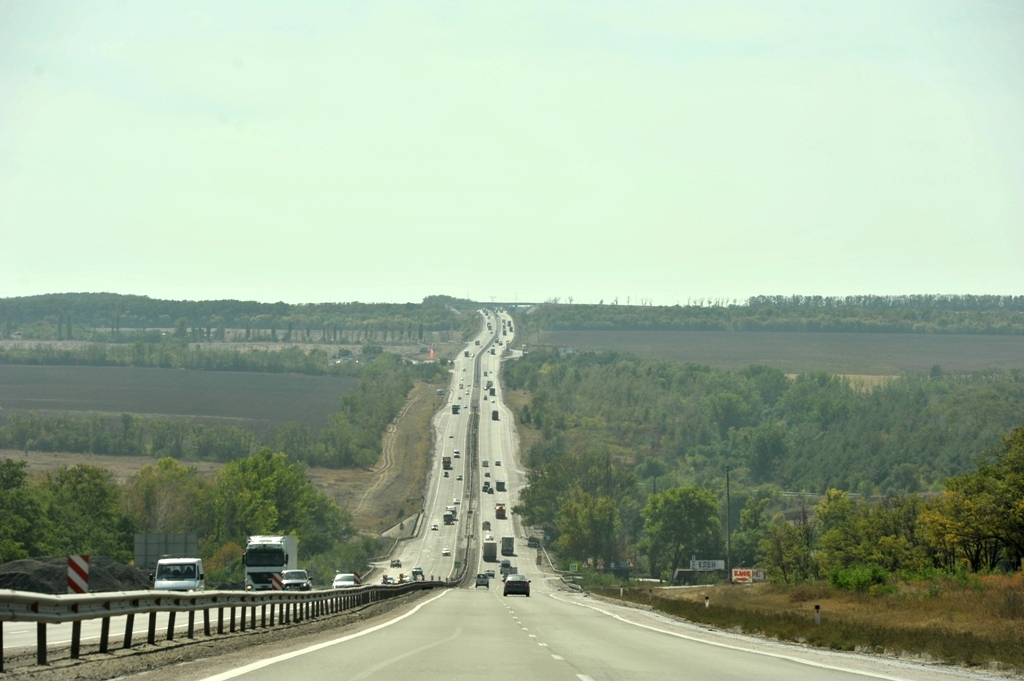
Трасса в Ростовской области

- автодорога на Чертково
- Р271 Миллерово — Вёшенская
- Р271 Миллерово — Луганск
- Обход посёлка Тарасовского
- Проездный переулок (Глубокий, в двух уровнях)
- Каменск-Шахтинский;
- река Северский Донец
- А260 Каменск-Шахтинский — Луганск
- А260 (М4 — Волгоград)
- автодорога на Гуково
- автодорога на Красный Сулин
- Дачная ул. (Шахты)
- А270 (Шахты — Харьков)
- Подъезд к аэропорту Платов
- река Тузлов
- на Ростов-на-Дону, Новочеркасск, Аксай, Таганрог
- Большой Лог
- река Аксай
- река Дон
- на Ростов-на-Дону, Аксай(старое направление)
- автодорога на Волгодонск
- Р269 (Ростов-на-Дону — Ставрополь),
- автодорога на Батайск
- автодорога на Самарское, Новобатайск, Кагальницкую

#### Краснодарский край,Адыгея
- Кущёвская:
  -  музейно-туристический комплекс «Поле казачьей славы» (памятник воинам 4-го гвардейского Кубанского казачьего полка)
- автодорога Кущёвская — Староминская
- автодорога на Ленинградскую
- автодорога Октябрьская — Крыловская
- Р217 «Кавказ»
- Магистральная ул. (Павловская)
- Краснопартизанское
- Московская ул. (Березанская)
- автодорога на Выселки
- автодорога Кореновск — Тимашёвск
- автодорога Динская — Старомышастовская
- Краснодар:
  -  Ростовское шоссе
  -  Уральская ул.
  -  ул. Евдокии Бершанской
  -  Аэропортовская ул. (аэропорт Пашковский)
  -  ул. Крупской
  -  Горячеключевская ул. (03К-002) на Усть-Лабинск, Кропоткин, Ставрополь
- река Кубань
- южный обход Краснодара
- автодорога Адыгейск — А160
- Адыгейск
- автодорога Саратовская — Апшеронск
- Саратовская
- Горячий Ключ:
  -  скала Петушок
- Молдавановка
- Дефановка;
- Горское
- А147 (М4 — Сочи)
- Бжид
- Архипо-Осиповка
- Текос
- Пшада
- Михайловский Перевал
- Геленджик:
- Светлый, Дивноморское
  -  ул. Луначарского
  -  Объездная ул.
  -  ул. Луначарского
  - С Солнцедарская ул, на аэропорт Геленджик
  - Марьина Роща, Голубая Бухта
  - Виноградное
- Кабардинка   ул.Революционная
- Кабардинка северный выезд
- Новороссийск

## Платные участки
| №  | Участок, км   | Регион                                  | Длина, км | Стоимость проезда, руб. | Бесплатная альтернативная дорога |
| -- | ------------- | --------------------------------------- | --------- | ----------------------- | --- |
| 1  | 21—93         | Московская область                      | 72        | 280—750                 | Каширское шоссе (дублёр). В связи с тем, что пункт взимания платы расположены на 62-м и 71-м км, фактически проезд от пересечения со МКАД (21-й км трассы) до съезда у с. Шебанцево (54-й км) в м/р «Белые Столбы», включая съезды на город Видное (22-й и 24-й км), Домодедово (31-й, 34-й, 46-й км), на дороги А107 и на ЦКАД (51-й км), не оплачивается, хотя этот участок носит статус «платного». Также участок от МКАД и до 321 км в районе Ефремова можно объехать по трассе М2 до Лукино и региональной дороге 70К-125 |
| 2  | 93—211        | Московская область — Тульская область   | 118       | 350—830                 | Участки дорог регионального значения (через Кимовск, Донской, Узловую). Также участок от МКАД и до 321 км в районе Ефремова можно объехать по трассе М2 до Лукино и региональной дороге 70К-125 |
| 3  | 211—266       | Тульская область                        | 55        | 220—630                 | Старый обход г. Богородицка. Также участок от МКАД и до 321 км в районе Ефремова можно объехать по трассе М2 до Лукино и региональной дороге 70К-125 |
| 4  | 266—322       | Тульская область                        | 56        | 220—630                 | Старый обход г. Ефремова. Также участок от МКАД и до 321 км в районе Ефремова можно объехать по трассе М2 до Лукино и региональной дороге 70К-125 |
| 5  | 322—401       | Липецкая область                        | 79        | 310—750                 | Старый участок через Яркино и Елец |
| 6  | 401—464       | Липецкая область                        | 63        | 200—780                 | Старый участок через Задонск и Хлевное |
| 7  | 492—517       | Воронежская область                     | 25        | 120—350                 | Старый участок через Воронеж(А134) |
| 8  | 517—544       | Воронежская область                     | 27        | 120—310                 | Старый участок через Новую Усмань и Рогачёвку |
| 9  | 544—589       | Воронежская область                     | 45        | 150—520                 | Участок из нескольких дорог различного значения, проходящий через Нововоронеж и Острогожск |
| 10 | 589—633       | Воронежская область                     | 44        | 150—520                 | Участок из нескольких дорог различного значения, проходящий через Нововоронеж и Острогожск |
| 11 | 633—741       | Воронежская область                     | 108       | 500—1200                | Старый участок через Лосево, Павловск и Верхний Мамон |
| 12 | 741—893       | Воронежская область, Ростовская область | 152       | 480—1100                | Р22, Р260 |
| 13 | 893—933       | Ростовская область                      | 40        | 150—500                 | Р22, Р260 |
| 14 | 1024—1091     | Ростовская область                      | 67        | 330—1000                | Старое направление через г. Аксай |
| 15 | 1091,6—1119,5 | Ростовская область                      | 28        | 120—330                 | Трасса Азов-Староминская-Тимашевск-Краснодар |
| 16 | 1119—1195     | Краснодарский край                      | 76        | 250—800                 | Трасса Азов-Староминская-Тимашевск-Краснодар |
| 17 | 1195—1319     | Краснодарский край                      | 124       | 330—1000                | Участок из нескольких дорог различного значения, проходящий через Тихорецк, Выселки, Кирпильскую, Усть-Лабинск. Трасса Азов-Староминская-Каневская-Тимашевск-Краснодар |
| 18 | 0—51(ДЗОК)    | Краснодарский край                      | 51        | 350—1000                | А136 и УДС г.Краснодара |

Платные участки в Московской области обслуживаются дочерним обществом ГК «Автодор» (ООО «Автодор-ПД»). Оператором участков на территории Тульской и Липецкой областей в соответствии с концессионными соглашениями является ООО «Объединённые системы сбора платы». На платных участках трассы для проезда без остановок применяются транспондеры T-pass аналог итальянской системы Telepass, оплату которых можно производить как за наличные, так и с помощью устройства Транспондер Автодор (устройство, с помощью которого можно бесконтактно оплачивать проезд по платным участкам автомагистралей М4, М11, М3). Впервые они применялись на объезде Хлевного.

## Перспективы
По завершении реконструкции дорога на всем протяжении будет иметь минимум четыре полосы. ГК «Автодор» будет открывать на дороге новые платные участки, по мере её реконструкции. ГК «Автодор» также планирует открыть вдоль дороги до 22 многофункциональных зон дорожного сервиса, включающих площадки отдыха, специально отведённые места для курения, туалетные комнаты, заправочные станции, автомойки, ремонтные мастерские, объекты общественного питания и торговли, мотели, пункты медицинской помощи. В 2011—2012 годах были проведены конкурсы на проектирование и разработку генеральных схем размещения многофункциональных зон дорожного сервиса, конкурсы на привлечение инвесторов к строительству и эксплуатации зон дорожного сервиса.
Строятся:участок 933-1024 с расширением до 6 полос
Проектируются: расширение восточного обхода Краснодара
скоростной дублёр трассы А-146 от Краснодара до Абинска и участок Абинск — Кабардинка (33 км с новым проходом через Кавказский хребет), которые станут северным дублёром М4
10-километвый участок Портовая ул. — Цемдолина в городе Новороссийске (с увеличением общей длинны трассы с 1543 до 1553 км).
Северный обход Новороссийска
Участок Горячий-Ключ-Адлер
Вышеописанные проекты позволят полностью перевести все 1,5 тыс. км трассы М4 от Москвы до Новороссийска на бессветофорное четырехполосное движение.

## Достопримечательности
- Крест-памятник воину-мученику Евгению Родионову.
- Елецкий мемориальный парк «Знамя Победы» (386 км старого участка через Елец).
- Памятник Среднедонской операции Великой Отечественной войны.
- Памятник «Невернувшимся с войны» (на 1010 км, с обеих сторон трассы).
- Женщинам-механизаторам Великой Отечественной войны, около Миллерово.
- Памятник воинам 4-го гвардейского Кубанского казачьего полка около станицы Кущёвской.
- Скала Петушок около Горячего Ключа.

Памятник казачьему корпусу
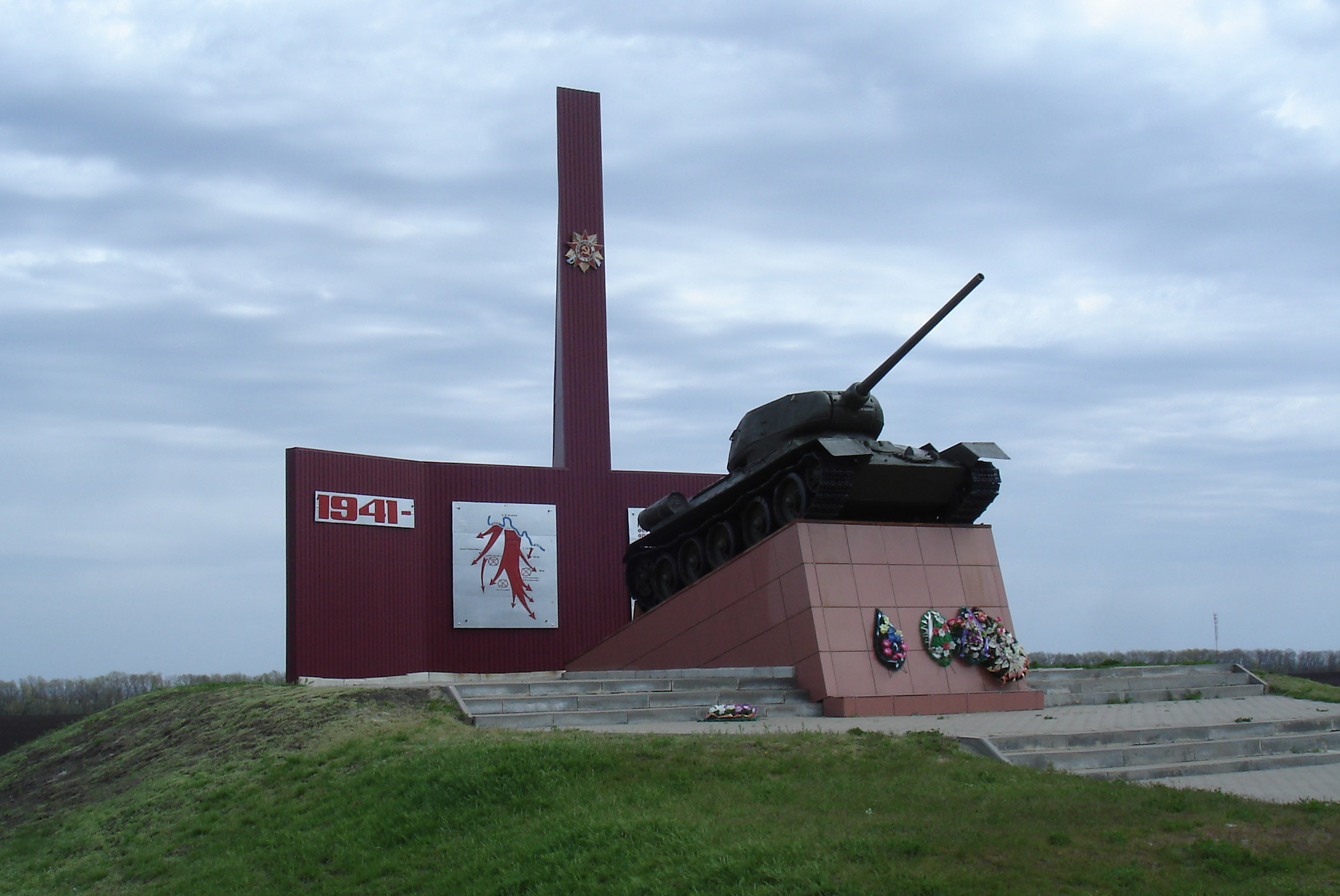
Памятник участникам Среднедонской операции
Скульптура женщинам-механизаторам
Памятник «Невернувшимся с Великой Отечественной войны»

## Инциденты на дороге
- В 2014 году на трассе совершила серию убийств автомобилистов банда «ГТА»[17].
- 10 июня 2019 года на 68-м км трассы разбился насмерть мотоциклист и видеоблогер Артём Болдырев («Болт»)[18][значимость факта?]
- 24 июня 2023 года трасса была перекрыта при попытке остановить продвижение колонны ЧВК «Вагнер» к Москве во время вооруженного мятежа.[19]